# Österreichischer Cartellverband
Der Österreichische Cartellverband (ÖCV) ist ein Korporationsverband von katholischen, nichtschlagenden, farbentragenden Studentenverbindungen in Österreich. Der Verband mit Sitz in Wien hat 50 Mitgliedsverbindungen in Österreich.
In Österreich wird der Verband meistens nur als Cartellverband bzw. CV bezeichnet, ist aber vom deutschen Cartellverband der katholischen deutschen Studentenverbindungen (CV) zu unterscheiden. Der ÖCV spaltete sich am 10. Juli 1933 von diesem ab.

## Organisation
Der ÖCV ist ein Zusammenschluss einzelner Verbindungen unter Wahrung des Subsidiaritätsprinzipes, das heißt größtmöglicher Beibehaltung ihrer Eigenständigkeit. Alle Mitgliedsverbindungen des ÖCV sind gleichberechtigt und haben auf Sitzungen das gleiche Stimmrecht. Lediglich für den „protokollarischen“ Ablauf gilt das Anciennitätsprinzip, wobei die Verbindungen nach ihrem Beitrittsdatum sortiert werden, die sogenannte Amtliche Reihenfolge.
Entsprechend der Organisation der Verbindungen ist auch der ÖCV gegliedert: es gibt den aus der Aktivitas bestehenden ÖCV-Studentenverband und die aus den jeweiligen Altherrenschaften gebildete Altherrenschaft des ÖCV, die großteils aus Akademikern besteht.
In Städten, in denen es mehrere Mitgliedsverbindungen gibt, haben die ansässigen Verbindungen Ortsverbände gegründet, die die Arbeit der Verbindungen untereinander koordinieren sollen. Es gibt insgesamt 7 Ortsverbände:
- Grazer Cartellverband (GCV), 6 Verbindungen
- Innsbrucker Cartellverband (ICV), 6 Verbindungen
- Leobener Cartellverband (LCV), 2 Verbindungen
- Linzer Cartellverband (LiCV), 3 Verbindungen
- Salzburger Cartellverband (SCV), 3 Verbindungen
- Wiener Cartellverband (WCV), 22 Verbindungen
- Wiener Neustädter Cartellverband (NCV), 3 Verbindungen.

Dabei ist eine Verbindung des WCV in Klosterneuburg ansässig, eine des NCV in Baden bei Wien.
Oberstes beschlussfassendes Organ ist die Cartellversammlung (C.V.V.). Einzelne Sitzungen finden nach Studentenbund und Altherrenbund getrennt statt. Hier hat jede Aktivitas beziehungsweise jede Altherrenschaft eine Stimme. Bei gemeinsamen Sitzungen von Aktiven und Alten Herren hat jede Verbindung zwei Stimmen, je eine für die Altherrenschaft und eine für die Aktivitas.
Im jährlichen Wechsel übernimmt eine Verbindung (u. U. auch ein Ortsverband) den Vorort, d. h. den Vorsitz im ÖCV. Das Vorortspräsidium besteht aus dem Vorortspräsidenten, seinen zwei Vertretern und weiteren Fachreferenten. Der Vorort vertritt auf Feierlichkeiten den Gesamtverband und führt dabei die ÖCV-Standarte bei sich. Außerdem steht das Vorortspräsidium dem Studentenverband vor.
Der ÖCV ist Herausgeber der eigenen Verbandszeitschrift, der „österreichischen“ Academia, die zweimonatlich erscheint. Die Zeitschrift wurde 1888 gegründet; ihre Auflage wurde 2005 mit 31.974 Exemplaren angegeben. Neben den üblichen Mitteilungen zum Verband werden auch umfangreiche Beiträge zu Staat, Gesellschaft und Wissenschaft veröffentlicht.

## Geschichte
→ Zur Vorgeschichte als Teil des CV siehe: Cartellverband der katholischen deutschen Studentenverbindungen#Geschichte
→ Zu Vorläufer-Verbänden in Österreich siehe: Vorläufer des Österreichischen Cartellverbandes

### Gründung des Österreichischen Cartellverbandes
Auf der Cartellversammlung 1932 des noch gesamtdeutschen CV wurde beschlossen, dass die Mitgliedschaft im CV mit einer Mitgliedschaft in der NSDAP oder dem Nationalsozialistischen Deutschen Studentenbund unvereinbar seien, solange die deutschen Bischöfe den Nationalsozialismus verurteilten. Bereits ein Jahr später wurde aber das strikte Verbot der Parteizugehörigkeit infolge des Reichskonkordats zurückgenommen. Ab 1933 begann in Deutschland der Prozess der Gleichschaltung mit Einführung des Führerprinzips und der daraus resultierenden Annäherung an den Nationalsozialistischen deutschen Studentenbund (NSDStB).
Die Vorgänge veranlassten die österreichischen Studentenvertretungen, aus der gesamtdeutschen Studentenschaft auszutreten. Die österreichischen Verbindungen wurden aufgefordert, Bundeskanzler Dollfuß und Heeresminister Vaugoin sofort auszuschließen. Die österreichischen CV-Korporationen verweigerten diesen Befehl und stellten sich auf den Standpunkt, Österreich wäre eine unabhängige Nation und die Aufforderung eine Zumutung. In einem Akt der Solidarität nahmen viele österreichische Verbindungen Dollfuß als Ehrenmitglied auf. Als Reaktion darauf erklärte die gleichgeschaltete Verbandsführung in Berlin am 9. Juli Dollfuß und sämtliche dem CV angehörigen Mitglieder der österreichischen Regierung als aus dem CV ausgeschlossen. Die österreichischen Verbindungen stellten klar, dass diese Anweisung nur für die Verbindungen im Deutschen Reich gelten könne; sie trennten sich daher zum 10. Juli 1933 vom reichsdeutschen CV ab und begründeten dies mit der „Bestellung neuer Führer seitens verbandsfremde Stellen für den CV sowie deren den Grundsätzen und dem Geist des CV widersprechenden Verfügungen“. Neuer Vorort wurde am 15. Juli Norica Wien.
So entgingen die CV-Mitgliedsverbindungen im damals noch souveränen Österreich der Gleichschaltung, indem sie aus dem Cartellverband austraten und den Österreichischen Cartellverband der katholischen deutschen Studentenverbindungen gründeten.

### Austrofaschismus (Ständestaat)
In der Phase des Austrofaschismus von 1933 bis 1938 nahm der Österreichische Cartellverband eine wichtige Rolle ein. Dem diplomierten Historiker und Politologen Stephan Neuhäuser zufolge „unterstützten mindestens 37 % aller studierenden Mitglieder des ÖCV in verschiedenen Wehrformationen Bundesheer und Heimwehr während der Februarereignisse 1934 (…) In Graz beteiligten sich 70 % der aktiven ÖCVer auf Seiten der Regierungstruppen und Heimwehren, in Leoben 45 %, in Wien 33 % und in Innsbruck 29 %. Die größten Kontingente stellten Babenberg Graz (40), Carolina Graz (40), Austria Wien (53), Austria Innsbruck (49), Norica Wien (64) und Rudolfina Wien (54)“. Nach dem Februar übernahm die dem ÖCV nahestehende Akademikerhilfe die zuvor sozialistischen Akademikerheime in der Säulengasse 18 sowie der Billrothstraße 9 in Wien.
Der Verband fungierte als Rekrutierungsbecken für das faschistische System, der Anteil von ÖCVern in verschiedenen Gremien des Ständestaats war sehr hoch. Im Bundesrat lag er bei 90 Prozent. Mit Otto Kemptner wurde ein Bundesbruder von Engelbert Dollfuß mit dem Aufbau der Vaterländischen Front beauftragt. Für Mitglieder des ÖCV bestand ab 1933 Beitrittspflicht. Engelbert Dollfuß sorgte auch dafür, dass junge Akademiker, die dem ÖCV angehörten, schnell zu Spitzenpositionen in Politik und Verwaltung vordringen konnten. Im Gegenzug wurde dem Regierungschef ein Mitspracherecht bei der Besetzung von Ämtern innerhalb des ÖCV eingeräumt. Das Regime setzte für die Hochschülerschaft in Österreich das CV-Mitglied Heinrich Drimmel als Sachwalter ein, dem weitere Sachwalter an den einzelnen Hochschulen unterstellt waren.
In der Bundesregierung Dollfuß I gehörten sechs von zehn Ministern dem Verband an, nach drei Regierungsumbildungen waren es schließlich acht von zehn. Die Regierung Dollfuß II, die die Niederschlagung der Aufstände im Februar 1934 im Rahmen des Österreichischen Bürgerkriegs zu verantworten hatte, bestand überwiegend aus Mitgliedern des ÖCV, in der nunmehrigen Diktatur unter Dollfuß waren immerhin noch sechs von 13 Ministern Korporierte.
Nachdem Dollfuß im Zuge des Juliputsch 1934 von SS-Männern im Bundeskanzleramt erschossen wurde, hieß es in einem Mitteilungsblatt im Juni 1935: „Einer der besten des CV, unser verewigter Kanzler Dr. Dollfuß“. Noch 1937 konnte man dort lesen: „Die Dollfußstraße ist keine andere als die traditionelle CV-Straße.“
Engelbert Dollfuß war bis zu seinem Tod Ehrenmitglied in 16 ÖCV-Verbindungen, sein Nachfolger Kurt Schuschnigg brachte es auf neun Ehrenmitgliedschaften.

### Nationalsozialismus und Zweiter Weltkrieg
Bereits vor der nationalsozialistischen Machtübernahme kam es zu Annäherungen zwischen Cartellverband und Nationalsozialismus, beispielsweise bei einer mit lokalen NS-Organisationen veranstalteten Gedenkkundgebung für Albert Leo Schlageter in Innsbruck am 27. Juni 1923. Im kurzlebigen nationalsozialistischen Marionettenkabinett Seyß-Inquart von 1938 befanden sich zwei Mitglieder des CV: Oswald Menghin (Unterrichtsminister) und Wilhelm Wolf (Außenminister). Beide gelten im ÖCV als „Märzveilchen“, also als Verräter, deren wahre Gesinnung im März 1938 „aufgeblüht“ sei; Menghin wurde aufgrund seines Verhaltens von seiner Verbindung „unehrenhaft“ entlassen. Gegen Wolf lief ein selbiges Verfahren – dessen Abwicklung durch das Versammlungsverbot erschwert wurde – als er bei einem mysteriösen Autounfall ums Leben kam. Ebenfalls im nationalsozialistischen Umfeld betätigte sich Anton Rintelen, der im Fall des Gelingens des Juliputsches 1934 die Regierung übernehmen hätte sollen. Josef Nadler, der sich dem austrofaschistischen Regime angedient hatte, trat unmittelbar nach dem Anschluss in die NSDAP ein, wo sein völkisch-großdeutsches Gedankengut auf breiten Anklang stieß.
Nach dem „Anschluss“ wurde der Österreichische Cartellverband von den Nationalsozialisten verboten. Von den Innsbrucker Ortsgruppen traten 40 % der Mitglieder der NSDAP bei. 7 % der NSDAP-Mitglieder traten der SS bei. Gehler betrachtet dieses Beispiel als für die Gesamtsituation repräsentativ. Viele Mitglieder des Österreichischen Cartellverbandes, die sich während des Austrofaschismus politisch engagierten, wurden in der Zeit des Nationalsozialismus aufgrund ihres Naheverhältnisses zu politisch Verfolgten. In sogenannten „Prominententransporten“ gehörten sie mit zu den ersten, die ins Konzentrationslager deportiert wurden, vorwiegend landeten sie im KZ Dachau. Andere, wie etwa der Arzt Konrad Eberle, wurden nach und nach von ihren Posten enthoben, wenn sie zum Beispiel eine „klerikale Einstellung“ zeigten.
Der Widerstand des ÖCV zeigte sich bei der Rosenkranz-Demonstration am 7. Oktober 1938 in Wien, an dem einige Mitglieder des nun verbotenen ÖCV teilnahmen. Eine Verbindung des ÖCV, die K.Ö.H.V. Alpinia Innsbruck, wurde während des Zweiten Weltkrieges am 1. Mai 1940 als Widerstandsverbindung gegründet.
ÖCVer, die sich mit dem neuen System anfreundeten, wurden nach Bekanntwerden aus dem Verband ausgeschlossen. Taras Borodajkewycz gehörte dem ÖCV an. Der Welthandelprofessor der in den 60er Jahren durch antisemitische Agitationen auf Hochschulboden Aufsehen erregte, wurde allerdings bereits 1945 von seiner ÖCV-Verbindung ausgeschlossen. Auch wenn er ein Beispiel für ein Mitglied des Cartellverbandes ist, der weder mit dem austrofaschistischen Regime, noch mit den Nationalsozialisten sonderliche Berührungsängste hatte, ist er ebenso ein Beispiel für die frühe Entnazifizierung von Mitgliedern mit bekanntgewordener Mitgliedschaft in der NSDAP im ÖCV.
25 Mitglieder wurden zu Opfern des Nationalsozialismus, unter anderem folgende bekannte Persönlichkeiten:
- Ludwig Bernegger, war Polizeikommissar der Polizeidirektion Linz und wurde 1938 von der SS erschossen
- Walter Caldonazzi wurde wegen seiner Mitgliedschaft bei der Widerstandsgruppe Maier-Messner-Caldonazzi Anfang 1945 hingerichtet.
- Heinrich Maier war der führende Kopf der Widerstandsgruppe Maier-Messner-Caldonazzi und wurde 1945 geköpft.
- Johan Kapistran Pieller war Mitglied der „Antifaschistischen Freiheitsbewegung Österreichs“ und wurde 1945 erschossen.
- Franz Reinisch verweigerte den Militärdienst und wurde 1942 hingerichtet.
- Hans Sylvester, Landeshauptmann des Burgenlandes während des Austrofaschismus, starb 1939 im KZ Dachau an den Folgen der Inhaftierung.
- Franz Virnich wurde wegen Volksverleumdung verurteilt und starb an den Folgen der Haft 1943.
- Hans Karl von Zeßner-Spitzenberg erlag im KZ Dachau 1938 schweren Misshandlungen.

### Nachkriegszeit
Nach dem Kriegsende erfolgte die Wiederbegründung der einzelnen Verbindungen. 1945 änderten die österreichischen Verbindungen, die das Kürzel Katholische Deutsche Studentenverbindung (K.D.St.V.) in ihrem Namen führten, es in Katholische Österreichische Studentenverbindung (K.Ö.St.V) um. Nach dem Krieg erfolgte auch die Wiederbegründung des ÖCV, der seinen Namen offiziell auf Cartellverband der katholischen österreichischen Studentenverbindungen änderte. Der Name Österreichischer Cartellverband wird aber weiterhin genutzt.
Die Erfahrungen der älteren ÖCV-Mitglieder wurden an die Aktiven der neu- und wiedergegründeten Verbindungen weitergegeben, im ÖCV gab es trotz der Verfolgung durch das NS-Regime ein ungebrochenes Selbstverständnis als „wertorientierte Repräsentationselite“: Zur Cartellversammlung vom 30. November bis zum 1. Dezember 1946 erhob der ÖCV einen Anspruch auf einen politischen Führungsanspruch in Österreich als proösterreichische und parteipolitisch neutrale Wert- und Erziehungsgemeinschaft.
Eine Wiedervereinigung von CV und ÖCV fand nach dem Zweiten Weltkrieg nicht statt und wird derzeit auch nicht erwogen. Beide Verbände pflegen ein enges Freundschaftsverhältnis und betrachten sich als Schwesterverbände. Dazu ist am 5. Dezember 1957 das Salzburger Zwei-Verbändeabkommen zwischen beiden Korporationsverbänden geschlossen worden.
Weiters haben CV und ÖCV gemeinsam mit dem Schweizerischen Studentenverein (SchwStV) am 10. Februar 1963 das Innsbrucker Drei-Verbändeabkommen geschlossen, das die individuellen Verbändeabkommen mit einerseits dem CV, das Bregenzer Zwei-Verbändeabkommen von 5. Jänner 1953, und anderseits dem SchwStV, das Zürcher Zwei-Verbändeabkommen von 13. Februar 1947, ersetzt.
In der Politik des Nachkriegs-Österreich spielten auf Seiten der ÖVP ÖCVer eine wesentliche Rolle. Der ÖCV wird dem Vorfeld der ÖVP zugerechnet. Prominente Vertreter waren unter anderem die vier aufeinander folgenden Bundeskanzler Leopold Figl, Julius Raab (beide an den Verhandlungen zum Österreichischen Staatsvertrag beteiligt), Alfons Gorbach und Josef Klaus. Im Zuge des Falls des Eisernen Vorhangs und des Beitritts Österreichs zur EU kam Alois Mock eine entscheidende Rolle zu.

### Neuere Geschichte
Vor dem Hintergrund der Studentenunruhen in den späten sechziger Jahren und den Siebzigern und des allgemeinen Reformeifers wurde die Aufnahme von Frauen und nichtkatholischen Christen ebenso diskutiert wie die Aufgabe von Formalien und Organisationsstrukturen. Teilweise nahmen in dieser Zeit auch einige ÖCV Verbindungen Protestanten auf. Nachdem sich der Verband auf eine einheitliche Linie geeinigt hatte, mussten die Verbindungen ihre protestantischen Mitglieder ausschließen. In der Folge wurde unter anderem die AV Austria Sagitta Wien gegründet, welche heute als christlich ökumenische Verbindung in der Freien Kurie des EKV eingegliedert ist.
Weitere Verbändeabkommen wurden abgeschlossen mit dem Mittelschüler-Kartell-Verband der katholischen, farbentragenden Studentenkorporationen Österreichs (MKV), mit dem Akademischen Bund katholisch-österreichischer Landsmannschaften (KÖL), mit dem Kartellverband katholischer nichtfarbentragender akademischer Vereinigungen Österreichs (ÖKV), mit dem Katholiek Vlaams Hoogstudentenverbond (KVHV), mit der Vereinigung christlicher Studentinnenverbindungen in Österreich (VCS) und mit dem Katholischen Familienverband Österreichs (KFÖ).
1975 war der ÖCV Mitbegründer des Europäischen Kartellverbands der christlichen Studentenverbände (EKV). 20 Jahre später war mit Außenminister Alois Mock ein ÖCVer an den Beitrittsverhandlungen Österreichs zur Europäischen Union beteiligt, wofür er vom ÖCV mit dem Wollek-Band ausgezeichnet wurde.
Des Weiteren ist der ÖCV Mitglied in mehreren Arbeitsgemeinschaften, etwa in der Arbeitsgemeinschaft katholischer Verbände Österreichs (AGV), im Pax Romana – International Catholic Movement for Intellectual and Cultural Affairs (ICMICA) und im Österreichischen Jugendherbergswerk (SHW).
2002 wurde bei der Generalversammlung das Bekenntnis zur Republik Österreich in die Satzung des ÖCV aufgenommen. Im Vorfeld dieses Beschlusses kam es zu vereinzelten Protesten einiger Verbindungen, darunter der KAV Bajuvaria Wien und der KaV Marco-Danubia Wien, gegen diese Satzungsänderung.
Vom 25. bis 28. Mai 2006 fand erstmals seit 1932 anlässlich des 150-jährigen Bestehens des Cartellverbandes in München wieder eine gemeinsame Cartellversammlung, die 120., von CV und ÖCV statt.
In Folge einer parlamentarischen Anfrage des BZÖ-Nationalratsabgeordneten Gerald Grosz wurde bekannt, dass der Cartellverband durch Inserate von ÖVP-geführten Ministerien in Vereinszeitungen größere Einnahmen erzielte. Zwischen 2007 und 2011 erteilte das Wissenschaftsministerium Aufträge über Inserate in Höhe von 56.000 €, 2010 und 2011 erteilte das Innenministerium Aufträge für Inserate in Höhe von 14.800 €, das Landwirtschaftsministerium gab für Inserate in Publikationen des Cartellverbandes 8.000 € aus, Das Außenministerium und das Wirtschaftsministerium beauftragten Inserate für 3.200 € bzw. 3.000 €. Das Finanzministerium gab für Inserate in Publikationen des Cartellverbandes 17.743,95 € aus.

## Mitgliederentwicklung
2017 zählt der Verband mit seinen Mitgliedsverbindungen nach eigenen Angaben über 13.000 Mitglieder.
| Mitgliederentwicklung 1935 – 2012 | Mitgliederentwicklung 1935 – 2012 | Mitgliederentwicklung 1935 – 2012 | Mitgliederentwicklung 1935 – 2012 | Mitgliederentwicklung 1935 – 2012 | Mitgliederentwicklung 1935 – 2012 |
|                                   | 1935                              | 1949                              | 1993                              | 2000                              | 2012                              |
| --------------------------------- | --------------------------------- | --------------------------------- | --------------------------------- | --------------------------------- | --------------------------------- |
| Studierende                       | 1.408                             | 1.546                             | 1.954                             | 1.839                             | 2.018                             |
| Alte Herren                       | 3.252                             | 3.939                             | 9.144                             | 9.424                             | 9.891                             |
| TOTAL                             | 4.660                             | 5.485                             | 11.098                            | 11.263                            | 11.909                            |

## Prinzipien und Ziele
Alle Mitglieder der Studentenvereinigungen im ÖCV sollen sich an vier sogenannte Prinzipien halten: Glaube (Religio), Wissenschaftlichkeit (Scientia), Lebensfreundschaft (Amicitia) und Heimat (Patria). Diese vier Prinzipien sind nochmals explizit in den Satzungen der meisten Mitgliedsverbindungen festgehalten.
Nach eigenen Angaben fördert der Cartellverband die akademische Ausbildung und das akademische Leben. Die Mitglieder der Vereinigungen, die im Cartellverband zusammengeschlossen sind, sind Katholiken und sollen sich in Kirche, Staat, Gesellschaft, Hochschulen und Universitäten engagieren. Der CV als Organisation und die Mitglieder der in ihm organisierten Vereinigungen sollen die Gesellschaft im gemeinsamen, zusammenwachsenden Europa im Sinne der christlichen Grundwerte gestalten.

## Aufnahme von Frauen
In den Mitgliedsverbindungen des ÖCV werden keine Frauen aufgenommen. Es gab und gibt jedoch Ansätze, diese Beschränkung aufzuweichen.
Die Wiener Verbindung K.a.V. Norica hat im Jahr 1996 auf einem Cumulativconvent (Vollversammlung), an der über 400 Mitglieder teilnahmen, die Aufnahme von Frauen als Vollmitglieder beschlossen. In der Folge wurden eine Reihe von Mitgliedern der K.a.V. Norica Nova in die Norica aufgenommen. Das Oberste CV-Gericht hat diese Beschlüsse jedoch kurze Zeit später als nicht mit dem ÖCV-Recht vereinbar aufgehoben. Trotzdem wird von der Norica nach wie vor de facto ein gemeinsames Verbindungsleben mit der (weiblichen) Norica Nova gelebt, lediglich formale Beschlüsse werden von gesonderten Organen gefasst.
Die AV Austria Innsbruck hatte bereits im Wintersemester 1977/78 den Versuch gestartet, Studentinnen als vollberechtigte Mitglieder aufzunehmen. Dazu gab es die Rechtskonstruktion des „Verein der Freunde der AV Austria“, dem Frauen und auch Protestanten beitreten durften. Im täglichen Verbindungsleben waren die Frauen gleichberechtigt: Sie wurden rezipiert, durchliefen die Fuchsenzeit, absolvierten die Burschenprüfung und wurden geburscht. Sie hatten Sitz und Stimme am „Gesamtconvent“ (GC). Sobald der Gesamtconvent geschlossen war, eröffnete der amtierende Senior den Burschenconvent (BC), der alle Beschlüsse des GC neuerlich beschloss, so dass sie in Verbindungsrechtskraft traten. Frauen wurden etwa vier Jahre lang aufgenommen, bis dann im Sommersemester 1983 die Spannungen innerhalb der Aktivitas derart überhandnahmen, so dass diese austraten und das Experiment scheiterte.
Neben der K.a.V. Norica arbeiten auch einige andere ÖCV Verbindungen eng mit Frauen- bzw. Damenverbindungen zusammen. So teilen etwa die K.H.V. Babenberg Wien und die K.Ö.H.V Rugia jeweils ihre Buden mit den beiden Damenverbindungen C.St.V. Salia – Babenberg und C.Ö.St.V. Arcadia Wien.
In Innsbruck teilt sich die K.a.V. Rheno-Danubia ihr Haus mit der Damenverbindung KÖStV Rheno-Danubia Oenipontana. Die A.V. Vindelicia Innsbruck verfügt über einen Couleurdamenzirkel. Die verbandsfreie gemischte AV Claudiana wurde von Mitgliedern der A.V. Austria und der K.Ö.H.V. Leopoldina Innsbruck mitgegründet, sie hat ihre Vereinsräume im Keller der Leopoldina.
In den 90er Jahren gab es Bestrebungen, den Verband gemischtgeschlechtlich zu gestalten. Es fand sich auch eine Mehrheit innerhalb der Altherrenschaft, jedoch zogen es die aktiven Burschen und Mädchen vor, getrennt zu bleiben und zwei protokollarisch gleichrangige Verbände innerhalb des Europäischen Kartellverbandes zu bilden. Durch das schiere Überwiegen des Männeranteils hätten die Frauen weniger zu bestimmen gehabt, ebenso wurden drohende Beziehungsprobleme befürchtet. 2022 wurde zuletzt ein Antrag zur Aufnahme auf der Cartellversammlung eingebracht, welcher es den einzelnen Verbindungen freigestellt hätte, die Aufnahme von Frauen autonom zu regeln. Dies wurde mehrheitlich abgelehnt.

## Wahlspruch, Wappen und Bundeslied

### Wahlspruch
Der Wahlspruch des ÖCV (wie auch des deutschen CV) geht zurück auf ein Werk des kroatischen Bischofs Markantun de Dominis und lautet: In necessariis unitas, in dubiis libertas, in omnibus caritas („Im Notwendigen herrsche Einmütigkeit, im Zweifelhaften Freiheit, in allem aber die Nächstenliebe“).

### Wappen
Das Wappen des Cartellverbandes wurde auf der Cartellversammlung zu Innsbruck 1925 angenommen. Es wurde im Jahre 1921 von Joseph Weiß (Aenania München) entworfen und von Philipp Schumacher (AV Austria Innsbruck) gestaltet.
Blasonierung des Wappens:
Der Schild ist geteilt in Gold und Rot; In Gold ein wachsender schwarzer Adler mit weißem Brustschild, darin in Rot das alte Christuszeichen; In Rot auf grünem Hügel ein weißer Zinnenturm, beseitet von zwei goldenen Sternen.
Das Wappen ziert ein Stechhelm, daraus wachsend ein Scholar mit grünem Gewand mit weißem Göller und goldenen Besatz. Dieser trägt an der Rechten das Pennale, an der Linken das Rapier. Der Scholar hält in der Rechten die weiße CV-Fahne mit dem alten CV-Abzeichen im Eck (goldenes Kreuz mit rotem Herzschild, worin das schwarze CV, umgeben von grünem Kranze) und in der Linken ein rotes, goldbeschlagenes Buch.
Decken: links grün-silber; rechts rot-gold.
Das Ganze ist umschlungen von einem weißen Band mit dem Wahlspruch des CV in schwarzer Fraktur „In necessariis unitas, in dubis libertas, in omnibus caritas“.

### Bundeslied
Das Bundeslied des Cartellverbandes ist Auf des Glaubens Felsengrunde und wurde von Peter Diem, Mitglied der KÖStV Rudolfina Wien, geschrieben.

## Mitgliedsverbindungen
Eine aktuelle Liste aller Mitgliedsverbindungen, nach Städten gegliedert, ist hier zu finden: Liste der Mitgliedsverbindungen des ÖCV.

## Ehrungen (Auswahl)
Der ÖCV verleiht als Auszeichnungen für Verdienste um den Verband und seine Prinzipien:
- das Ehrenband in vestigiis Wollek
- den Ehrenring des ÖCV

## Prominente Mitglieder von ÖCV-Verbindungen
Eine Aufzählung bekannter Cartellbrüder mit eigenem Wikipedia-Eintrag findet sich in der Kategorie:Korporierter im CV
Immer wieder waren und sind Mitglieder von ÖCV-Verbindungen in hohen politischen und wirtschaftlichen Funktionen tätig bzw. bekleiden höhere Ämter in Österreich:

### Politik
- Nikolaus Berlakovich (ÖVP) – KaV Austro-Peisonia Wien
- Alexander Biach (ÖVP) – KÖHV Rugia Wien
- Wolfgang Blenk (ÖVP) – AV Austria Innsbruck
- Gernot Blümel (ÖVP) – KaV Norica Wien
- Magnus Brunner (ÖVP) – AV Austria Innsbruck
- Engelbert Dollfuß (Vaterländische Front/CSP) – KÖHV Franco-Bavaria Wien et mult.
- Alfred Ebenhoch (Katholische Volkspartei/CSP) – KÖHV Carolina Graz
- Erich Edegger (ÖVP) – KÖHV Carolina Graz
- Leopold Figl (ÖVP / Vaterländische Front / CSP) – KaV Norica Wien et mult.
- Franz Fischler – K.Ö.H.V. Mercuria Wien
- Alfons Gorbach (ÖVP) – KÖHV Carolina Graz
- Heinrich Gleißner (ÖVP) – KaV Saxo-Bavaria Prag in Wien
- Bernhard Görg (ÖVP) – KÖStV Austria Wien
- Wilfried Haslauer sen. (ÖVP) – KÖHV Alpinia Innsbruck, KHV Babenberg Wien
- Wilfried Haslauer junior (ÖVP) – KÖHV Rheno-Juvavia zu Salzburg, KHV Babenberg Wien
- Johann Nepomuk Hauser (CSP) – KÖHV Carolina Graz
- Hans Heger (ÖVP) – KHV Babenberg Wien
- Kurt Hohensinner (ÖVP) – KÖHV Carolina Graz
- Othmar Karas (ÖVP) – KÖHV Sängerschaft Waltharia Wien
- Andreas Khol (ÖVP) – AV Raeto-Bavaria Innsbruck
- Josef Klaus (ÖVP) – KÖStV Rudolfina Wien et mult.
- Thomas Klestil (ÖVP) – KaV Bajuvaria Wien
- Hanns Koren (ÖVP) – KÖHV Carolina Graz
- Franz Korinek (ÖVP) – KaV Bajuvaria Wien
- Karlheinz Kornhäusl (ÖVP) – KÖHV Carolina Graz
- Helmut Kukacka (ÖVP) – KaV Austro-Danubia Linz
- Robert Lichal (ÖVP) – ÖkaV Rhaeto-Danubia Wien
- Andreas Liebmann – KÖHV Carolina Graz
- Markus Linhart (ÖVP) – KHV Babenberg Wien
- Michael Linhart (ÖVP) – KHV Babenberg Wien
- Reinhold Lopatka (ÖVP) – KÖStV Babenberg Graz
- Alfred Maleta (ÖVP) – KÖHV Carolina Graz
- Peter Marboe (ÖVP) – KaV Bajuvaria Wien
- Wilhelm Miklas (CS) – KÖStV Austria Wien
- Reinhold Mitterlehner (ÖVP) – KaV Austro-Danubia Linz
- Alois Mock (ÖVP) – KaV Norica Wien
- Siegfried Nagl (ÖVP) – KÖHV Carolina Graz
- Heinrich Neisser (ÖVP) – KÖStV Rudolfina Wien
- Johannes Prochaska (ÖVP) – KaV Saxo-Bavaria Prag in Wien
- Erwin Pröll (ÖVP) – ÖkaV Rhaeto-Danubia Wien[22]
- Julius Raab (ÖVP / Vaterländische Front / CSP)– KaV Norica Wien
- Karlheinz Rüdisser (ÖVP) – KÖHV Mercuria Wien
- Wolfgang Rümmele (ÖVP) – KHV Babenberg Wien
- Karl Aubert Salzmann (CSP) – KÖHV Carolina Graz
- Herbert Schambeck (ÖVP) – KÖStV Rudolfina Wien
- Franz Schausberger (ÖVP) – KÖHV Rupertina Salzburg
- Kurt Schuschnigg (ÖVP / Vaterländische Front / CSP) – AV Austria Innsbruck
- Hermann Schützenhöfer (ÖVP) – KÖHV Carolina Graz
- Johannes Schmuckenschlager (ÖVP) – KÖHV Mercuria Wien
- Michael Spindelegger (ÖVP) – KaV Norica Wien
- Herwig van Staa (ÖVP) – KÖHV Leopoldina Innsbruck
- Josef Taus (ÖVP) – KaV Bajuvaria Wien
- Rolph Trummer (VF) – KÖHV Carolina Graz
- Wendelin Weingartner (ÖVP) – AV Raeto-Bavaria Innsbruck
- Thomas Winsauer (ÖVP) – AV Raeto-Bavaria Innsbruck
- Andreas Zakostelsky (ÖVP) – KÖHV Carolina Graz

### Öffentliche Verwaltung
- Eduard Chaloupka – KaV Bajuvaria Wien

### Kirche
- Bernhard Backovsky – KHV Welfia Klosterneuburg (Urphilister) & KaV Saxo-Bavaria Prag in Wien (Bandphilister)
- Theodore Hesburgh – KÖHV Alpenland Wien (Ehrenmitglied)
- Bernhard Hippler – KÖHV Alpinia Innsbruck
- Theodor Innitzer – KÖHV Nordgau Wien et mult.
- Jakob Kern OPraem – KÖHV Amelungia Wien
- Erich Kräutler – KÖHV Alpenland Wien
- Emmanuel Reichenberger – KaV Saxo-Bavaria Prag in Wien
- Peter Schipka – KÖHV Mercuria Wien, K.H.V. Babenberg Wien
- Christoph Schönborn – ÖkaV Rhaeto-Danubia Wien[23]
- Hugo Schwendenwein – KÖStV Traungau Graz
- Reinhold Stecher – AV Raeto-Bavaria Innsbruck
- Petrus Stockinger – KÖHV Rheno-Juvavia Salzburg, KÖStV Rudolfina Wien und ÖkaV Vitonia Krems

### Medien
- Roland Adrowitzer – K.Ö.H.V. Rheno-Juvavia zu Salzburg
- Herbert Berger – KAV Danubia Wien-Korneuburg
- Kurt Bergmann – KAV Danubia Wien-Korneuburg
- Gustav Canaval – KaV Norica Wien
- Gerald Freihofner – KaV Norica Wien
- Friedrich Funder – KÖHV Carolina Graz
- Stefan Gehrer – KHV Babenberg Wien
- Clemens Maria Hutter  – AV Austria Innsbruck, KÖStV Rudolfina Wien
- Peter Hofbauer – KÖHV Mercuria Wien
- Ernst Wolfram Marboe – KaV Bajuvaria Wien
- Ferdinand Wegscheider – KÖHV Rupertina Salzburg
- Gerhard Weis – KaV Bajuvaria Wien

### Wissenschaft und Forschung
- Wolfgang J. Bandion – KaV Norica Wien
- Ernst Bruckmüller – KaV Norica Wien
- Alexander Dordett – KÖHV Mercuria Wien
- Edmund Grünsteidl – KÖHV Mercuria Wien
- Peter Hackl – KÖHV Mercuria Wien
- Herbert Mang – KÖHV Nordgau Wien
- Wolfgang Mazal – KÖStV Nibelungia Wien
- Arthur Mettinger – KÖStV Rudolfina Wien
- Michael Mitterauer – KÖStV Austria Wien
- August Musger – KÖHV Carolina Graz
- Erwin Guido Ortner – KÖHV Mercuria Wien
- Gerhard Erich Ortner – KÖHV Mercuria Wien
- Richard Plaschka – KÖHV Nordgau Wien
- Walter Posch – KÖHV Alpenland Wien
- Josef Riedmann – KHV Babenberg Wien
- Herbert Schambeck – KÖStV Rudolfina Wien
- Hans Sünkel – KÖStV Traungau Graz
- Günter Virt – KÖHV Sängerschaft Waltharia Wien
- Rudolf Weiler – ÖkaV Rhaeto-Danubia Wien
- Ferdinand Alois von Westphalen – KaV Saxo-Bavaria Prag in Wien
- Hannspeter Winter – KaV Bajuvaria Wien
- Anton Zeilinger – KaV Marco-Danubia Wien

### Wirtschaft
- Wolfgang Anzengruber – KÖStV Aargau Wien
- Albert Hochleitner – KaV Norica Wien
- Josef Joham – KÖHV Carolina Graz
- Claus Raidl – KAV Bajuvaria Wien
- Ludwig Scharinger – KaV Austro-Danubia Linz
- Herbert Stepic – KÖHV Amelungia Wien
- Karl Stoss – AV Raeto-Bavaria Innsbruck
- Leo Wallner – KAV Danubia Wien-Korneuburg

## Kritik

### Verhältnis zu Frauen
Wie die meisten Studentenverbindungen wird auch der ÖCV dafür kritisiert, dass er eine ausschließlich aus Männern bestehende Organisation ist. Obwohl die Verbindungen des ÖCV eigenen Angaben zufolge gute Kontakte zu Frauenverbindungen haben, dürfen diese dem Verband nicht beitreten.

### Abtreibungsfrage
Im Frühjahr 2004 veröffentlichte der ÖCV eine Stellungnahme zur Verfassungsreform, demzufolge die Straflosigkeit von Abtreibungen ohne Indikation (z. B. medizinisch) in Österreich ausgesetzt werden sollte. Der ÖCV sieht sich darin konform mit den Lehren der katholischen Kirche. Dieser Vorstoß wurde von Frauenorganisationen, der Katholischen Aktion sowie Politikern von SPÖ, ÖVP und den Grünen kritisiert.

### Gedenken an Dollfuß
Im ÖCV wird das Andenken an den 1934 von Nationalsozialisten ermordeten Bundeskanzler und Diktator Engelbert Dollfuß noch heute in Ehren gehalten. Für den Verband besitzt Dollfuß einen hohen Symbolwert als „Märtyrer“, der die NS-Herrschaft in Österreich verzögert habe.